# Chrapoń (gmina Lutocin)
Chrapoń – wieś w Polsce położona w województwie mazowieckim, w powiecie żuromińskim, w gminie Lutocin. Ma status sołectwa.
| SIMC    | Nazwa    | Rodzaj     |
| ------- | -------- | ---------- |
| 0119110 | Rudziska | przysiółek |

W latach 1954–1961 wieś należała i była siedzibą władz gromady Chrapoń, po jej zniesieniu w gromadzie Lutocin. W latach 1975–1998 miejscowość należała administracyjnie do województwa ciechanowskiego.